# Тестамент (филм из 1975)
Тестамент је југословенски неми филм из 1975. године. Режирао га је Милош Радивојевић, који је написао и сценарио.